# The Middleman
The Middleman est une série télévisée américaine créée par Javier Grillo-Marxuach pour ABC Family. Elle est basée sur la série Viper Comics, The Middleman, créée par Grillo-Marxuach et Les McClaine. La série a duré une saison en 2008.
Initialement confirmée pour 13 épisodes initiaux, la commande a été réduite à une saison de 12 épisodes en raison des critiques négatives. En février 2009, une bande dessinée basée sur le 13e épisode non produit a été annoncée, confirmant l'annulation de la série. Présenté comme un "épisode final", The Middleman - The Doomsday Armageddon Apocalypse est sorti en juillet 2009. L'ensemble complet de DVD de la série a été publié par Shout! Usine le 28 juillet 2009.

## Synopsis
Wendy Watson, une artiste en difficulté, est recrutée par une agence secrète pour lutter contre les forces du mal. Wendy vit dans un appartement sous-loué illégal avec sa jeune amie photogénique et militante pour les animaux, Lacey, en face de Noser. Elle avait un petit ami à l'école de cinéma nommé Ben. The Middleman est un réparateur indépendant de "problèmes exotiques", qui incluent des scientifiques fous déterminés à conquérir le monde, des extraterrestres hostiles et diverses menaces surnaturelles. En raison du sang-froid de Wendy Watson sous pression et de sa mémoire photographique, Ida, un robot sous la forme d'une marraine grincheuse, et l'intermédiaire (The Middleman) la recrutent pour devenir le prochain intermédiaire.
La série comprend diverses références à la culture pop, y compris de nombreuses bandes dessinées, comme lorsque Wendy se fait appeler "Robin the Boy Hostage", une citation de The Dark Knight Returns de Frank Miller, démontrant comment Robin était souvent kidnappé ou détenu sous la menace d'une arme par les ennemis de Batma. L'épisode pilote met en scène un singe super-intelligent qui échappe à la captivité, assassine plusieurs membres de la mafia italienne, débite une demi-douzaine de slogans de films américains sur le sujet dont Scarface, Les Affranchis et Le Parrain, avant d'être révélé comme le pion du vrai méchant.

## Distribution

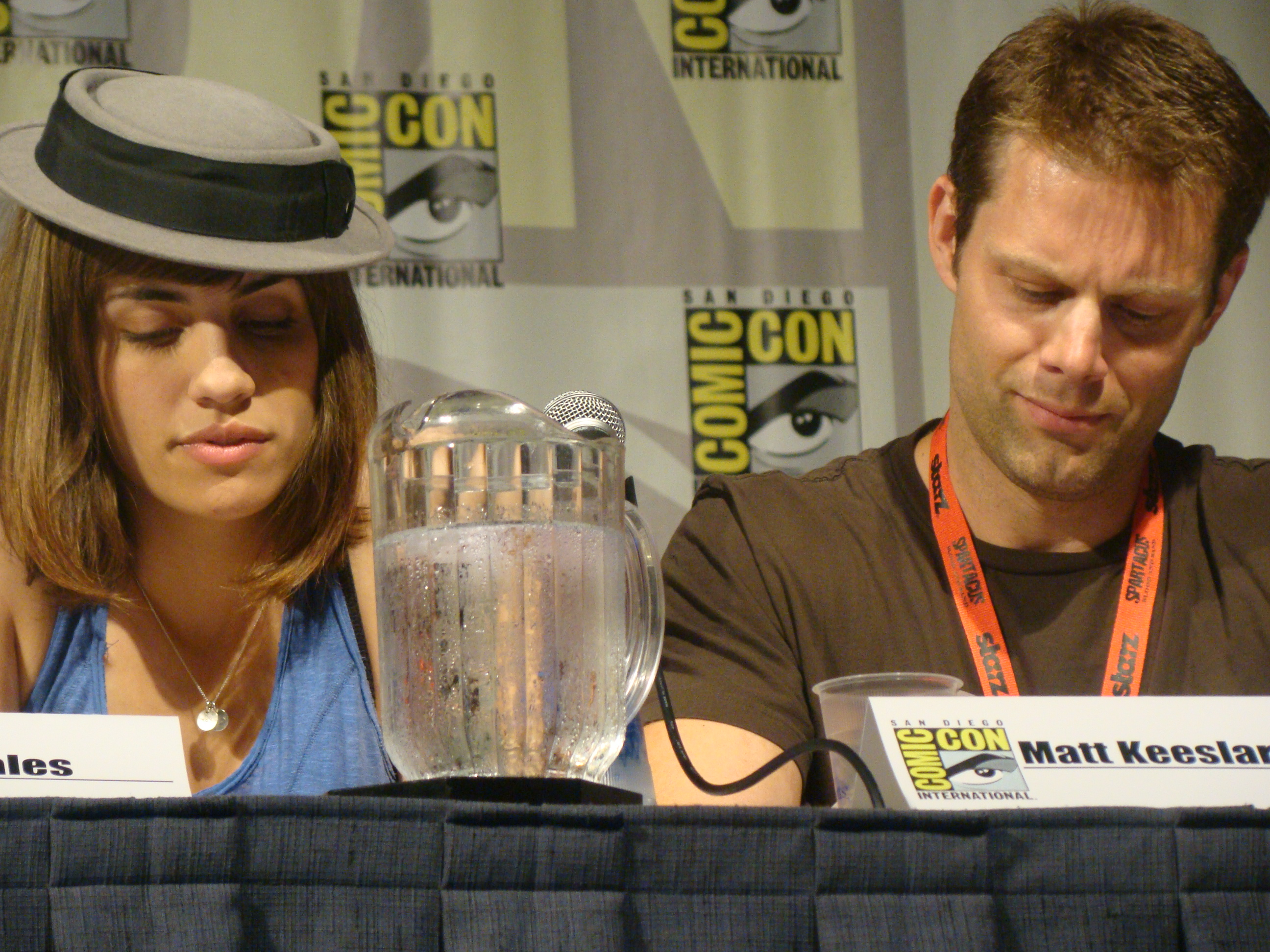
Natalie Morales et Matt Keeslar au panel Comic-Con 2009 pour The Middleman

- Matt Keeslar : l'intermédiaire (The Middleman)
- Natalie Morales : Wendy Watson
- Mary Pat Gleason : Ida
- Brit Morgan : Lacey Thornfield
- Jake Smollet : Noser

## Épisodes

### Saison 1 (2008)
1. The Pilot Episode Sanction
2. The Accidental Occidental Conception
3. The Sino-Mexican Revelation
4. The Manicoid Teleportation Conundrum
5. The Flying Fish Zombification
6. The Boyband Superfan Interrogation
7. The Cursed Tuba Contingency
8. The Ectoplasmic Panhellenic Investigation
9. The Obsolescent Cryogenic Meltdown
10. The Vampiric Puppet Lamentation
11. The Clotharian Contamination Protocol
12. The Palindrome Reversal Palindrome

### Épisode non filmé
Bien que l'épisode n'ait jamais été filmé, les acteurs de la série ont effectué une lecture en direct du scénario de l'épisode lors du San Diego ComicCon 2009. Ils prévoient de publier la vidéo de la lecture en ligne. Le scénario de cet épisode a ensuite été transformé en un roman graphique publié par Viper Comics. Ce roman graphique, The Middleman: The Doomsday Armageddon Apocalypse, est destiné à servir de finale à la série télévisée.

## Accueil
- L'AV Club a donné à toute la série un A-[4].
- Daily Variety a écrit que "cette série pourrait potentiellement fonctionner sur n'importe quel nombre de réseaux, et c'est presque trop intelligent pour la salle d' ABC Family ; néanmoins, cette arrivée estivale enjouée devrait bien s'intégrer dans le créneau en évolution que la chaîne a établi avec Kyle XY"[5].
- TV Guide l'avait comme son "Mega Rave" pour la semaine du 15 juin 2008 et a écrit que "Il est chargé de plaisanteries intelligentes comme Men in Black si le personnage de Will Smith était une fille geek." [6]
- UGO lui a attribué un A− dans l'ensemble et un A pour l'histoire, le qualifiant de "amusant à regarder"[7].
- Le Boston Herald lui a donné un B− et a écrit que "tout ce qui manque, ce sont des textes de présentation à l'écran comme" BAM! " et 'POW!'"[8].
- Newsarama a écrit que « d'un point de vue stylistique, l'émission actuelle qui ressemble le plus à Pushing Daisies, avec ses décors colorés et son dialogue de vis-à-vis rapide » et que "il s'agit d'idées loufoques et de passer un bon moment, le genre d'émission que vous aurez envie de regarder à plusieurs reprises pour rattraper une ligne que vous avez manquée la première fois."[9].